# Valaquia
Valaquia (en rumano: Valahia, antes Walachei, Wallachia, Valachie) es una región histórica y geográfica del sur de Rumania.

## Etimología
«Valaquia» es el exónimo salido de la antigua denominación de los rumanófonos que es «valacos». Los territorios donde estos vivían eran llamados «valacos» (en plural), de los cuales la región de Valaquia es la única que ha mantenido ese nombre hasta hoy. En cuanto a los «valacos», reciben su denominación de la palabra protogermánica Walhaz, que significa: «extranjero» o «no germano»; así llamaban los invasores germánicos a los pueblos romanizados o de habla céltica. Igual origen se cree que tienen galés y valón.

## Geografía

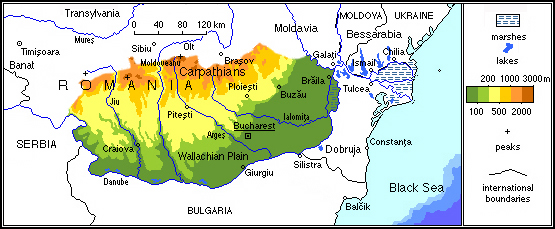
La región de Valaquia en Rumania

Valaquia es la parte sur de Rumania. Se encuentra al sur de las montañas de los Cárpatos y al norte del río Danubio. Su parte sur y este está constituida por la llanura danubiana (llanura valaca), muy plana, pero intercalada con ríos encajados de una docena de metros y formando, en algunos lugares, lagos naturales; la parte central y occidental es montañosa, mientras que su extremo norte incluye las estribaciones meridionales de los Cárpatos.
El río Olt divide Valaquia en dos partes: la Muntenia (o Gran Valaquia) y Oltenia (o Pequeña Valaquia). El área urbana más grande de la región es Bucarest, capital de Rumania, pero hay muchas otras zonas muy urbanizada e industrializadas como Brăila, Ploieşti, Piteşti y Craiova.
El clima es continental con veranos calurosos y tormentosos, e inviernos muy fríos y nevados (menos fríos durante las últimas décadas); en la ciudad, estos contrastes se han incrementado en los siglos XX y XXI debido a la pérdida de espacios verdes y a la proliferación de edificios altos de vidrio y hormigón.

## Historia
En la Antigüedad, la región estaba poblada por tribus tracias de Dacia, que le dieron su nombre a ésta: la Dacia. El territorio de Valaquia se integró (106), en gran parte, en la provincia romana de la Dacia romana. Frente a los ataques de los carpos (dacios libres) y sármatas desde los años 230, y de los godos a partir de los 250, el Imperio romano abandonó gradualmente Dacia, y todos los demás territorios del norte del Danubio, desde 256 y completamente en 275: a sus habitantes romanizados se les permitió establecerse en Mesia entre los tracio-romanos. Los carpos y godos tomaron posesión de la totalidad de Valaquia.
Después de ser atravesado por muchos pueblos durante las invasiones bárbaras, se establecieron allí los búlgaros y formaron, en 681, un Estado poderoso que se extendió a ambos lados del Danubio: al sur del Danubio, el Imperio bizantino retomó sus derechos, mientras que en el norte se instalaron los pechenegos y después los cumanos.
Durante la creación del Segundo Imperio búlgaro, Valaquia formó parte, de nuevo, de ese reino que las crónicas de la época llamaron «Regnum Bulgarorum et Blachorum» ("Reino de los búlgaros y valacos"). Según las fuentes bizantinas, húngaras, búlgaras y franciscanas (Guillaume de Rubrouck), la región se disputó a continuación entre este reino y el reino de Hungría; fue gobernada por príncipes (kniaz) o gobernadores militares (voivodas). En 1224, fue devastada por los tártaros, y después de eso, los voivodas rumanos pasaron a estar bajo soberanía húngara (banato de Severin en Oltenia, voivodato de Seneslau en Muntenia ), mientras que los valacos del sur del Danubio (dinastías de Deleanu, Caloian y Asen) dejaron paso a zares búlgaros (zaratos de Vidin y Tarnovo).

### Principado de Valaquia
A partir de 1330, Valaquia, ya unificada, se convirtió en un principado independiente. Pero cien años después, debió aceptar convertirse en un estado vasallo del Imperio turco (sin llegar nunca a ser una provincia otomana, como erróneamente se ve en la mayoría de los atlas históricos occidentales). Conservó su autonomía, sus leyes, su ejército, su flota, sus embajadores y sus príncipes, siendo el más conocido en Occidente Vlad III (1431-1476), que dio su nombre al personaje del Conde Drácula. Y a veces hizo la guerra a su soberano, el sultán turco: así, el príncipe Miguel el Valiente unió brevemente en 1600 los principados de Valaquia, Transilvania y Moldavia.
Desde 1716, los sultanes turcos comenzaron a nombrar ellos mismos los príncipes (previamente elegidos por la nobleza rumana) entre los griegos otomanos «phanariotes», provocando el descontento de la población autóctona. El gobierno de los fanariotas llegó a su fin en 1821, después de la revolución liderada por Tudor Vladimirescu. En 1831 se aprobó un "reglamento orgánico" para Valaquia y formó, en 1859, junto con Moldavia, los Principados Unidos de Moldavia y Valaquia teniendo como cabeza a Alejandro Juan Cuza.  Este declaró la independencia del nuevo estado —Rumania— el 24 de diciembre de 1861, pero esta independencia de facto no será reconocida de jure hasta el final de la guerra ruso-turca (1877-1878) y los tratados de San Stefano y de Berlín.